# Cleomenes rufonigra
Cleomenes rufonigra là một loài bọ cánh cứng trong họ Cerambycidae.